# Karl Anrather
Karl Anrather (* 21. Mai 1861 in Margreid; † 17. Januar 1893 ebenda) war ein Südtiroler Maler. 

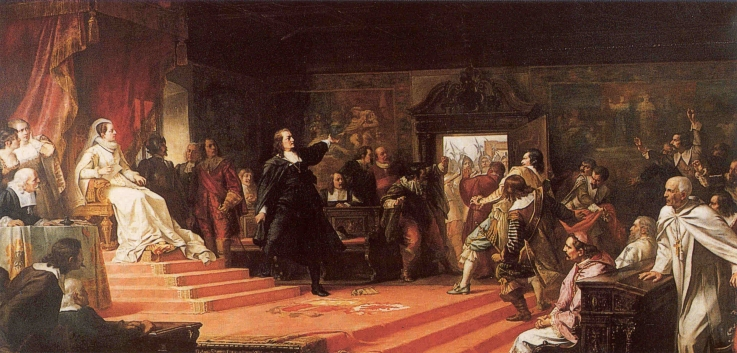
Das bekannteste Historiengemälde Anrathers: „Kanzler Biener auf dem Tiroler Landtag“ (datiert Wien 1891)

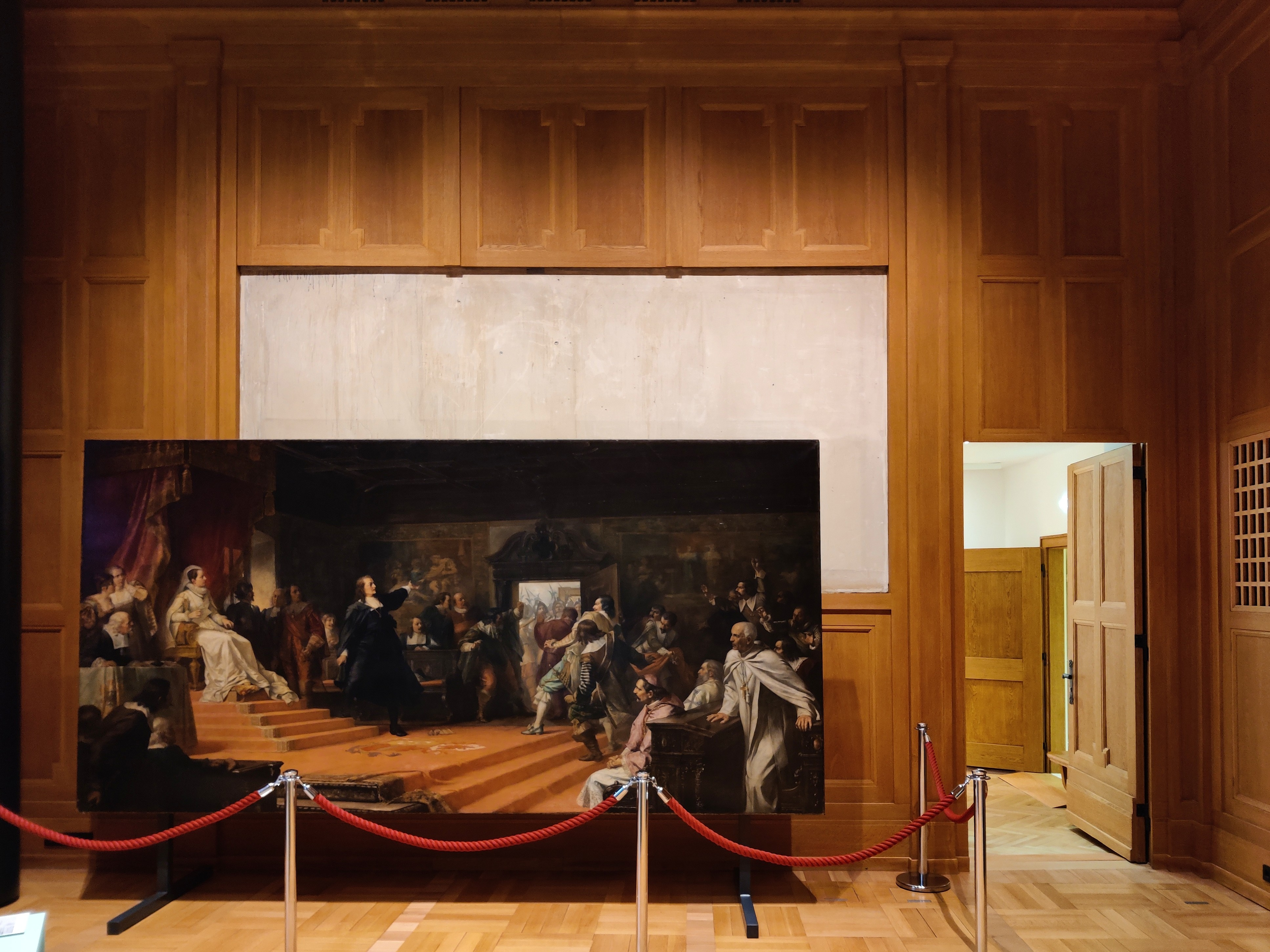
„Kanzler Biener auf dem Tiroler Landtag“ im Sitzungssaal des Neuen Landhauses (Foto 2024)

Auf einem Bauernhof aufgewachsen, sollte er auf Wunsch seines Vaters in Innsbruck die Gewerbeschule besuchen. Entgegen dessen Willen studierte er Malerei in München. Heute zählt er zu den bedeutendsten Malern Südtirols des ausgehenden 19. Jahrhunderts.
Seine beiden Hauptwerke sind Die Wahrsagerin und das Monumentalgemälde Kanzler Biener auf dem Tiroler Landtag.